# 97508 Bolden
97508 Bolden este o planetă minoră (asteroid), cu un diametru de 5,689 km, din centura de asteroizi. A fost descoperită pe 6 februarie 2000 la Observatorul Național Kitt Peak de Marc Buie⁠(d). 
Obiectul prezintă o orbită caracterizată de o semiaxă mare de 2,9786960769071 UAi, o excentricitate de 0,019599725376608, o înclinație de 8,9620337154319 ° în raport cu ecliptica.